# 1983年の野球
1983年の野球（1983ねんのやきゅう）では、1983年の野球界における動向をまとめる。

## 競技結果

### 日本プロ野球

#### ペナントレース
- パ・リーグはこの年から変則プレーオフ付1シーズン制（基本年26回総当たりホーム・アンド・アウェー）を採用し、1位と2位のゲーム差が5ゲーム以内である場合に限り、最大5試合の決勝戦（勝率はレギュラーシーズンとの合算であるため必ずしも5戦3勝制ではない）を行う方式を採用した。

| 順位 | 球団               | 勝 | 敗 | 分 | 勝率 | 差   |
| 1位  | 読売ジャイアンツ   | 72 | 50 | 8  | .590 | 優勝 |
| 2位  | 広島東洋カープ     | 65 | 55 | 10 | .542 | 6.0  |
| 3位  | 横浜大洋ホエールズ | 61 | 61 | 8  | .500 | 11.0 |
| 4位  | 阪神タイガース     | 62 | 63 | 5  | .496 | 11.5 |
| 5位  | 中日ドラゴンズ     | 54 | 69 | 7  | .439 | 18.5 |
| 6位  | ヤクルトスワローズ | 53 | 69 | 8  | .434 | 19.0 |

| 順位 | 球団                 | 勝 | 敗 | 分 | 勝率 | 差   |
| 1位  | 西武ライオンズ       | 86 | 40 | 4  | .683 | 優勝 |
| 2位  | 阪急ブレーブス       | 67 | 55 | 8  | .549 | 17.0 |
| 3位  | 日本ハムファイターズ | 64 | 59 | 7  | .520 | 20.5 |
| 4位  | 近鉄バファローズ     | 52 | 65 | 13 | .444 | 29.5 |
| 5位  | 南海ホークス         | 52 | 69 | 9  | .430 | 31.5 |
| 6位  | ロッテオリオンズ     | 43 | 76 | 11 | .361 | 39.5 |

#### 日本シリーズ
| 日付                                 | 試合   | ビジター球団（先攻） | スコア   | ホーム球団（後攻） | 開催球場           |
| ------------------------------------ | ------ | -------------------- | -------- | ------------------ | ------------------ |
| 10月29日（土）                       | 第1戦  | 読売ジャイアンツ     | 3 - 6    | 西武ライオンズ     | 西武ライオンズ球場 |
| 10月30日（日）                       | 第2戦  | 読売ジャイアンツ     | 4 - 0    | 西武ライオンズ     | 西武ライオンズ球場 |
| 10月31日（月）                       | 移動日 | 移動日               | 移動日   | 移動日             | 移動日             |
| 11月1日（火）                        | 第3戦  | 西武ライオンズ       | 4 - 5x   | 読売ジャイアンツ   | 後楽園球場         |
| 11月2日（水）                        | 第4戦  | 西武ライオンズ       | 7 - 4    | 読売ジャイアンツ   | 後楽園球場         |
| 11月3日（木）                        | 第5戦  | 西武ライオンズ       | 2 - 5x   | 読売ジャイアンツ   | 後楽園球場         |
| 11月4日（金）                        | 移動日 | 移動日               | 移動日   | 移動日             | 移動日             |
| 11月5日（土）                        | 第6戦  | 読売ジャイアンツ     | 3 - 4x   | 西武ライオンズ     | 西武ライオンズ球場 |
| 11月6日（日）                        | 第7戦  | 雨天中止             | 雨天中止 | 雨天中止           | 西武ライオンズ球場 |
| 11月7日（月）                        | 第7戦  | 読売ジャイアンツ     | 2 - 3    | 西武ライオンズ     | 西武ライオンズ球場 |
| 優勝：西武ライオンズ（2年連続5回目） |        |                      |          |                    |                    |

#### 個人タイトル
|                               | セントラル・リーグ | セントラル・リーグ | セントラル・リーグ | パシフィック・リーグ | パシフィック・リーグ | パシフィック・リーグ |
| タイトル                      | 選手               | 球団               | 成績               | 選手                 | 球団                 | 成績                 |
| ----------------------------- | ------------------ | ------------------ | ------------------ | -------------------- | -------------------- | -------------------- |
| 最優秀選手                    | 原辰徳             | 巨人               |                    | 東尾修               | 西武                 |                      |
| 最優秀新人                    | 槙原寛己           | 巨人               |                    | 二村忠美             | 日本ハム             |                      |
| 最優秀投手                    | 遠藤一彦           | 大洋               |                    |                      |                      |                      |
| 沢村栄治賞                    | 遠藤一彦           | 大洋               |                    |                      |                      |                      |
| 首位打者                      | 真弓明信           | 阪神               | .353               | 落合博満             | ロッテ               | .332                 |
| 最多本塁打                    | 山本浩二 大島康徳  | 広島 中日          | 36本               | 門田博光             | 南海                 | 40本                 |
| 最多打点                      | 原辰徳             | 巨人               | 103打点            | 水谷実雄             | 阪急                 | 114打点              |
| 最多盗塁                      | 松本匡史           | 巨人               | 76盗塁             | 大石大二郎           | 近鉄                 | 60盗塁               |
| 最多安打                      | 田尾安志           | 中日               | 161安打            | スティーブ           | 西武                 | 153安打              |
| 最多出塁数(セ) 最高出塁率(パ) | 山本浩二           | 広島               | 234出塁            | スティーブ           | 西武                 | .423                 |
| 最多勝利打点                  | 原辰徳             | 巨人               | 20打点             | スティーブ           | 西武                 | 16打点               |
| 最優秀防御率                  | 福間納             | 阪神               | 2.62               | 東尾修               | 西武                 | 2.92                 |
| 最多勝利                      | 遠藤一彦           | 大洋               | 18勝               | 東尾修 山内和宏      | 西武 南海            | 18勝                 |
| 最多奪三振                    | 遠藤一彦           | 大洋               | 186奪三振          | 山沖之彦             | 阪急                 | 143奪三振            |
| 最高勝率                      | 津田恒美           | 広島               | .750               | 高橋直樹             | 西武                 | .813                 |
| 最優秀救援投手                | 斉藤明夫           | 大洋               | 32SP               | 森繁和               | 西武                 | 39SP                 |

#### ベストナイン
|          | セントラル・リーグ | セントラル・リーグ | パシフィック・リーグ | パシフィック・リーグ |
| 守備位置 | 選手               | 球団               | 選手                 | 球団                 |
| -------- | ------------------ | ------------------ | -------------------- | -------------------- |
| 投手     | 遠藤一彦           | 大洋               | 東尾修               | 西武                 |
| 捕手     | 山倉和博           | 巨人               | 香川伸行             | 南海                 |
| 一塁手   | 谷沢健一           | 中日               | 落合博満             | ロッテ               |
| 二塁手   | 真弓明信           | 阪神               | 大石大二郎           | 近鉄                 |
| 三塁手   | 原辰徳             | 巨人               | スティーブ           | 西武                 |
| 遊撃手   | 高橋慶彦           | 広島               | 石毛宏典             | 西武                 |
| 外野手   | 田尾安志           | 中日               | 島田誠               | 日本ハム             |
| 外野手   | 松本匡史           | 巨人               | テリー               | 西武                 |
| 外野手   | 山本浩二           | 広島               | 簑田浩二             | 阪急                 |
| 指名打者 |                    |                    | 門田博光             | 南海                 |

#### ダイヤモンドグラブ賞
|          | セントラル・リーグ | セントラル・リーグ | パシフィック・リーグ | パシフィック・リーグ |
| 守備位置 | 選手               | 球団               | 選手                 | 球団                 |
| -------- | ------------------ | ------------------ | -------------------- | -------------------- |
| 投手     | 西本聖             | 巨人               | 東尾修               | 西武                 |
| 捕手     | 山倉和博           | 巨人               | 梨田昌崇             | 近鉄                 |
| 一塁手   | 中畑清             | 巨人               | 片平晋作             | 西武                 |
| 二塁手   | 高木豊             | 大洋               | 大石大二郎           | 近鉄                 |
| 三塁手   | 掛布雅之           | 阪神               | 古屋英夫             | 日本ハム             |
| 遊撃手   | 山下大輔           | 大洋               | 石毛宏典             | 西武                 |
| 外野手   | 長嶋清幸           | 広島               | 福本豊               | 阪急                 |
| 外野手   | 松本匡史           | 巨人               | 簑田浩二             | 阪急                 |
| 外野手   | 北村照文           | 阪神               | 島田誠               | 日本ハム             |

### 高校野球
- 第55回選抜高等学校野球大会優勝：池田（徳島県）
- 第65回全国高等学校野球選手権大会優勝：PL学園（大阪府）

### 大学野球
- 第32回全日本大学野球選手権大会優勝：駒澤大
- 第14回明治神宮野球大会優勝：東海大

- 東京六大学野球連盟優勝 春：明治大、秋：法政大
- 東都大学野球連盟優勝 春：駒澤大、秋：駒澤大
- 関西学生野球連盟優勝 春：近畿大、秋：同志社大

### 社会人野球
- 第54回都市対抗野球大会優勝：東芝
- 第10回社会人野球日本選手権大会優勝：住友金属

### メジャーリーグ
- ワールドシリーズ：ボルチモア・オリオールズ（4勝1敗）フィラデルフィア・フィリーズ
  - ナショナルリーグ東地区優勝：フィラデルフィア・フィリーズ
  - ナショナルリーグ西地区優勝：ロサンゼルス・ドジャース
  - アメリカンリーグ東地区優勝：ボルチモア・オリオールズ
  - アメリカンリーグ西地区優勝：シカゴ・ホワイトソックス

## できごと

### 1月
- 1月11日 - 【MLB】ニューヨーク・ヤンキースはビリー・マーチンが監督に就任したと発表。マーチンがヤンキースの監督に就任するのは3度目[3]。
- 1月12日 - 日本ハムファイターズは監督の大沢啓二が取締役に就任したと発表[4]。
- 1月13日 - パ・リーグは東京・芝のホテルにて15時より理事会を開き、二シーズン制に代わる新たなプレーオフの方式について討議。公式戦1,2位のチーム同士で5試合制のプレーオフを実施し、プレーオフの結果と公式戦130試合の成績の加えた通算成績を優勝チームとすると決定[5]。
- 1月14日 - ヤクルトスワローズは前広島東洋カープの萩原康弘の入団を発表[6]。

### 2月
- 2月14日 - ロッテオリオンズのレオン・リーと横浜大洋ホエールズの斉藤巧プラス金銭の交換トレードが成立したとロッテ、大洋が発表[7]。

### 3月
- 3月8日 - パ・リーグは東京・銀座の連盟事務所にて理事会を開き、4月9日の開幕日に登板する先発投手を前日8日15時に発表することを決定[8]。
- 3月25日 - 近鉄バファローズの石渡茂・太田幸司と読売ジャイアンツの大石滋昭プラス金銭のトレードが成立したと近鉄、巨人が正式に発表[9]。
- 3月26日 - 阪神甲子園球場にて第55回選抜高等学校野球大会が開幕。

### 4月
- 4月5日 - 第55回選抜高校野球大会の決勝戦が阪神甲子園球場で13時より行われ、池田高校が横浜商業を3-0で下して、大会初優勝。昨年夏の甲子園でも優勝しており、史上4校目の夏春連覇[10]。
- 4月9日
  - プロ野球がセ・パ同時に開幕[11]。
  - ヤクルトの杉浦享が甲子園球場での対阪神1回戦の四回表に1号本塁打を打ち、プロ通算100本塁打を達成[12]。
- 4月10日 - 巨人の駒田徳広が後楽園球場での対大洋2回戦の1回裏の1号満塁本塁打を打ち、プロ野球史上初めて公式戦初打席で満塁本塁打を打つ[13]。
- 4月22日 - 近鉄の鈴木啓示が大阪球場での対南海ホークス1回戦に先発し延長10回を完投し、プロ通算300完投を達成[14]。
- 4月30日 - 広島の山本浩二が甲子園球場での対阪神タイガース4回戦でサイクル安打を達成[15]。

### 5月
- 5月3日 – 阪神の藤田平が後楽園球場での対巨人4回戦の9回表に安打を放ち、プロ通算2000安打を達成[16]。
- 5月11日 - ヤクルトの松岡弘が神宮球場での対大洋3回戦に先発して8回をなげ、プロ通算3000イニングを達成[17]。
- 5月15日 - 阪神の野村収が甲子園球場での対大洋7回戦で先発して2勝目を挙げ、プロ野球史上初の全球団勝利を達成[18]。
- 5月17日 - 南海の門田博光が大阪球場での対近鉄7回戦の4回裏に7号本塁打を放ち、プロ通算1500安打を達成[19]。
- 5月18日
  - 広島の山本浩二がナゴヤ球場での対中日ドラゴンズ4回戦の2回表に安打を放ち、3500塁打を達成[20]。
  - ヤクルトの松岡弘が神宮球場での対阪神5回戦に先発登板し、プロ通算600試合登板を達成[21]。
- 5月19日 - 西武ライオンズの山崎裕之が鹿児島での対ロッテ7回戦の3回に生還し、1000得点を達成[22]。
- 5月26日 - 中日の高橋三千丈が甲子園球場での対阪神7回戦に先発し完封勝利、これがプロ野球史上初の無補殺となった[23]。

### 6月
- 6月3日
  - 阪急ブレーブスの福本豊が西武球場での対西武10回戦の1回表に二盗、三盗を決め、ルー・ブロックの持つメジャーリーグ通算最多盗塁数938を更新する通算939盗塁[24]。
  - ヤクルトの大杉勝男が神宮球場での対大洋9回戦の4回裏に安打を放ち、プロ野球史上初のセ・パ両リーグで1000安打を記録[25]。
- 6月11日 - 巨人の淡口憲治が神宮球場での対ヤクルト8回戦に5番・左翼で先発出場し、プロ通算1000試合出場を達成[26]。
- 6月15日 - 西武の高橋直樹が西武球場での対近鉄10回戦で3勝目を挙げ、プロ通算150勝を達成[27]。
- 6月18日 - 巨人の加藤初が後楽園球場での対大洋12回戦で4勝目を挙げ、プロ通算100勝を達成[28]。
- 6月22日 - 南海の門田博光が西宮球場での対阪急10回戦7回表に15号2点本塁打を放ち、プロ通算300本塁打を達成[29]。
- 6月25日
  - 阪急の福本豊が島根県立浜山公園野球場での対西武13回戦の八回裏に二塁打を打ち、プロ通算3000塁打を達成[30]。
  - 近鉄の吹石徳一はナゴヤ球場での対ロッテ10回戦の6回裏に1号満塁本塁打を放ち、これがプロ野球史上950本目の満塁本塁打となる[31]。

### 7月
- 7月1日 - 大洋は前阪神の若菜嘉晴の入団を発表[32]。
- 7月2日 - 西武の田淵幸一が西武球場での対近鉄12回戦の四回裏28号2点本塁打を打ち、プロ通算3000塁打を達成[33]。
- 7月8日 - 近鉄の鈴木啓示が平和台球場での対南海16回戦の一回表に南海の門田博光に19号2点本塁打を喫し、プロ通算500被本塁打となる[34]。
- 7月12日
  - 南海の門田博光が川崎球場での対ロッテ14回戦に出場し、プロ通算1500試合出場を達成。史上75人目[35]。
  - 日生球場での近鉄対西武13回戦で西武の石毛宏典が1試合最多得点5のパ・リーグタイ記録[36]。また、西武の立花義家が1試合最多打数7のパ・リーグタイ記録[37]。
- 7月13日
  - 近鉄の柳田豊が日生球場での対西武14回戦の1回表に田淵幸一から三振を奪い、プロ通算1000奪三振を達成。史上66人目[38]。
  - 阪神の山本和行が甲子園球場での対巨人16回戦の9回表に淡口憲治から三振を奪い、プロ通算1000奪三振を達成。史上67人目[39]。
- 7月17日 - 大洋の長崎啓二が横浜スタジアムでの対巨人15回戦の一回裏に安打を打ち、プロ通算1000安打を達成[40]。
- 7月24日 - ヤンキース対ロイヤルズ戦でジョージ・ブレットの本塁打を巡ってパインタール事件が発生[41]。

### 8月
- 8月4日
  - 中日の谷沢健一がナゴヤ球場での対大洋17回戦の6回裏に広瀬新太郎から二塁打を放ち、プロ通算300二塁打を達成。史上23人目[42]。
  - ヤクルトの大杉勝男が広島市民球場での対広島17回戦の3回表に津田恒美から2点本塁打を放ち、プロ通算4000塁打を達成。史上7人目[43]。
- 8月5日 - 大洋の田代富雄が横浜スタジアムでの対阪神15回戦の3回裏に18号本塁打を放ち、プロ通算200本塁打を達成。史上41人目[44]。
- 8月8日
  - ヤクルトの大杉勝男が神宮球場での対巨人15回戦に先発出場し、プロ野球史上初のセ・パ両リーグで1000試合出場を達成[45]。
  - 第65回全国高等学校野球選手権大会が甲子園球場で開幕。
- 8月9日
  - 広島市民球場での広島対阪神14回戦で広島の衣笠祥雄が5回裏に安打を打ち、プロ通算2000安打を達成[46]。また、阪神の山本和行がこの試合に2番手で登板し、プロ通算500試合登板を達成。史上51人目[47]。
  - 近鉄の平野光泰が日生球場での対ロッテ16回戦に出場し、プロ通算1000試合出場を達成。史上236人目[48]。
- 8月11日
  - 中日の三沢淳がナゴヤ球場での対ヤクルト16回戦で先発して勝利投手となり、プロ通算100勝を達成[49]。
  - 大洋のレオン・リーが後楽園球場での対巨人19回戦の1回表に20号2点本塁打を放ち、プロ野球通算150本塁打を達成。史上70人目で、外国人選手としては11人目[50]。
- 8月17日 - 近鉄の柳田豊が日生球場での対日本ハム17回戦でそれぞれ、柏原純一、トニー・ソレイタ、大宮龍男、トミー・クルーズ、古屋英夫に本塁打を打たれ、1試合5被本塁打のパ・リーグタイ記録。リーグ史上7人目[51]。
- 8月19日 - 近鉄の栗橋茂が川崎球場での対ロッテ19回戦の四回表に16号2点本塁打を打ち、プロ通算150本塁打を達成[52]。
- 8月20日 - ロッテの仁科時成が川崎球場での対近鉄20回戦に先発し、九回二死まで無安打無得点に抑えるが、仲根政裕に安打を打たれる。試合は1-0でロッテが勝ち、仁科が完封勝利[53]。
- 8月21日
  - 神宮球場でのヤクルト対広島20回戦で、広島の池谷公二郎が先発して勝利投手となり、プロ通算100勝を達成。ヤクルトの大杉勝男が一回裏に20号2点本塁打を打ち、プロ通算1500打点を達成[54]。
  - 第65回全国高校野球選手権大会の決勝戦が阪神甲子園球場で行われ、大阪府のPL学園高校が1978年（第60回）以来5年ぶり2度目の優勝[55]。
- 8月24日 - ロッテの井上洋一が後楽園球場での対日本ハム19回戦に先発出場し、プロ通算1000試合出場を達成。史上237人目[56]。
- 8月30日
  - 日本ハムの江夏豊が西武球場での対西武18回戦の七回裏二死から救援登板し、プロ通算800試合登板を達成[57]。
  - 甲子園球場での阪神対広島17回戦で広島の山本浩二が試合前に打撃練習で背筋を痛めて欠場し、1976年10月22日の対大洋戦（川崎球場）から続いた連続試合出場記録が872試合で途切れた[58][59]。また、広島の古沢憲司がこの試合に5番手で登板し、プロ通算500試合登板を達成。史上52人目[60]。
- 8月31日 - 西宮球場での阪急対ロッテ20回戦でロッテの落合博満が9回表に18号3点本塁打を打ち、プロ通算100本塁打を達成。史上127人目[61]。阪急の松永浩美が9回裏にプロ野球史上13本目の14号逆転サヨナラ満塁本塁打を打つ[62]。

### 9月
- 9月2日 - 阪急の福本豊が西宮球場での対ロッテ21回戦の4回裏に安打を放ち、プロ通算2000安打を達成。史上17人目[63]。
- 9月4日 - ヤクルトのボビー・マルカーノが札幌での対阪神20回戦の四回裏に20号3点本塁打を打ち、プロ野球通算200本塁打を達成。外国人選手としては4人目[64]。
- 9月7日 - 広島の高橋慶彦が広島市民球場での対大洋17回戦の5回裏に19号本塁打を打ち、これが球団通算3500本塁打となる[65]。
- 9月11日 - 南海の定岡智秋が秋田市営球場での対ロッテ22回戦に出場し、プロ通算1000試合出場を達成[66]。
- 9月15日 - 広島の衣笠祥雄が神宮球場での対ヤクルト23回戦の四回表に23号本塁打を放ち、プロ通算400本塁打を達成。史上9人目[67]。
- 9月17日
  - ロッテのレロン・リーが西武球場での対西武23回戦の七回表に中前安打を打ち、プロ野球通算1000安打を達成[68]。
  - 甲子園球場での阪神対広島20回戦で広島の高橋慶彦が1回表に二塁盗塁死となり、セ・リーグ新記録のシーズン26盗塁死[69]。阪神の佐野仙好が3番・左翼で出場し、プロ通算1000試合出場を達成[70]。
- 9月18日 - 西武の山崎裕之が西武球場での対ロッテ24回戦の三回裏に三塁打を打ち、プロ通算2000安打を達成[71]。
- 9月20日 - 第38回全国軟式野球大会の決勝戦が茨城県堀原運動公園野球場で8時から行われ、延長45回表に1点を挙げたライト工業が田中病院を下して優勝[72]。
- 9月21日 - 日本ハムの木田勇が後楽園球場での対西武21回戦に先発し9回10失点の完投負け、球数は209球[73]。
- 9月23日
  - 巨人の松本匡史が後楽園球場での対大洋23回戦の八回裏に二塁盗塁を決め、セ・リーグタイ記録のシーズン74盗塁[74]。
  - 日本ハムの江夏豊が川崎球場での対ロッテ21回戦で9回裏から登板し、プロ野球新記録となるシーズン31セーブ目を挙げる[75]。

### 10月
- 10月3日 - 浜松球場での巨人対広島25回戦で、巨人の松本匡史が1回裏に二塁盗塁を決めセ・リーグ新記録の75盗塁[76][77]。広島の山本浩二が7回表に34号本塁打を放ち、プロ通算450本塁打を達成。史上7人目[78]。
- 10月4日 - 大洋の古賀正明が横浜スタジアムでの対巨人24回戦で勝利投手となり、史上2人目の全球団勝利を達成[79]。
- 10月5日 - 近鉄の鈴木啓示が岡山県野球場での対阪急23回戦に先発して無四球で完投し、プロ通算74無四球試合のプロ野球新記録[80]。
- 10月10日 - 西武が西武球場での対阪急ダブルヘッダー第1試合の25回戦に5対4と勝利し、2年連続パ・リーグ優勝を達成[81]。
- 10月11日 - 巨人が後楽園球場での対ヤクルト25回戦でヤクルトに7-5と勝利し、2年ぶり32回目のセ・リーグ優勝を達成[82]。
- 10月12日 - 南海はジム・ライトルからの体力の限界を理由による退団の申し入れを了承[83]。
- 10月21日
  - 大洋の平松政次が後楽園球場での対巨人25回戦に先発して8勝目を挙げ、プロ通算200勝を達成。史上19人目[84]。
  - 近鉄の監督の関口清治が球団代表の山崎弘海に対し今季限りでの辞任を申し入れ、了承される[85]。
- 10月22日 - 巨人の堀内恒夫が後楽園球場での対大洋26回戦に8回から2イニングを投げ無失点。8回裏の最終打席で1号本塁打を放つ。堀内はこれが引退試合となった[86]。
- 10月24日 - セ・パ両リーグとも公式戦の全日程が終了[87]。
- 10月25日
  - 中日は山内一弘が新監督に就任したと発表[88]。
  - ロッテは西新宿のロッテ本社にて記者会見し、監督の山本一義を今季限りで解任したと発表[89]。
- 10月26日
  - 日本ハムは役員会にて監督の大沢啓二の今季限りでの辞任と、長島茂雄を監督に招聘することを決定[90]。
  - 近鉄は打撃コーチの岡本伊三美が新監督に就任したと発表[91]。
- 10月27日 - 沢村栄治賞の選考委員会が11時より東京グランドホテルにて行われ、大洋の遠藤一彦を選出[92]。
- 10月29日 - 阪神の小林繁が17時より梅田の球団事務所にて記者会見し、現役引退を表明[93]。

### 11月
- 11月4日 - 阪急の三浦広之が12時、球団事務所にて球団代表の岡田栄と話し合い、退団が決定[94]。
- 11月7日 - 日本シリーズの第7戦が行われ、西武ライオンズが巨人に3-2で勝利し、4勝3敗で2年連続、5度目の日本一達成[95]。
- 11月8日
  - 巨人は16時より東京・九段下のホテルグランドパレスにて記者会見し、助監督の王貞治が新監督に就任したと発表[96]。
  - ヤクルトの大杉勝男が東京・新橋の球団事務所を訪れ、体力の限界を理由に現役引退を申入れ、了承される[97]。
  - ヤクルトは、土橋正幸、河野旭輝がコーチに就任したと発表[98]。
- 11月9日
  - プロ野球のセ・パ両リーグは今年度の表彰選手を発表し、最優秀選手にパは西武の東尾修、セは巨人の原辰徳を選出。最優秀新人はパが日本ハムの二村忠美、セは槙原寛巳を選出[99]。
  - 第七回正力松太郎賞の選考委員会が12時から東京・九段下のホテルグランドパレスにて開かれ、西武の田淵幸一を選出[100]。
- 11月10日
  - 日本ハムの高橋一三が東京・六本木の球団事務所で記者会見し、現役引退を表明[101]。
  - 巨人の太田幸司と阪神の鈴木弘規のトレードが成立したと両球団が発表[102]。
- 11月14日 - ヤクルトはダン・ブリッグスを自由契約とした[103]。
- 11月15日
  - 南海は前ロッテ監督の山本一義が打撃コーチに就任したと発表[104]。
  - 広島は中尾明生を南海へ金銭トレードしたと発表[105]。
- 11月16日
  - ロッテは15時より東京・錦糸町のロッテ会館で記者会見し、野球評論家の稲尾和久が新監督に就任したと正式に発表[106]。
  - 日本ハムは東京・六本木の中華料理店にて記者会見し、投手コーチの植村義信が監督に就任したと正式に発表[107]。
  - 巨人は赤嶺賢男を任意引退とした[108]。
- 11月17日 - 阪急は稲葉光雄、八木茂を阪神へ金銭トレードしたと発表[109]。
- 11月18日
  - 日本ハムは六本木の球団事務所でコーチ会議を開いて戦力を検討し、江夏豊とトニー・ソレイタを来年の構想から外すことを決定。夜、前監督で強化育成部長の大沢啓二が江夏を都内のホテルに呼び、トレードを通告[110]。
  - 野球評論家で医学博士の竹中半平が11時2分、肝硬変による食道静脈瘤破裂で江東区の病院にて死去。79歳[111]。
- 11月22日 - プロ野球の新人選択会議が11時より九段下のホテルグランドパレスにて行われ、池田高校の水野雄仁は巨人が、享栄高校の藤王康晴は中日が、社会人野球リッカー・ミシンの中西清起は阪神がそれぞれ交渉権を獲得[112]。

### 12月
- 12月6日 - 日本ハムが新外国人選手としてオークランド・アスレチックスのマーシャル・ブラントの獲得を発表[113]。
- 12月8日
  - 巨人の山本功児とロッテの三宅宗源の交換トレードを両球団から発表[114]。
  - 阪神が南海の山内新一を無償トレードで獲得したと発表[115]。
- 12月12日 - 西武の小林誠二と広島の高橋俊春のトレードが成立したと西武、広島両球団が発表[116]。
- 12月13日
  - 日本ハムと西武は江夏豊と柴田保光・木村広のトレードが成立したと発表[117]。
  - ロッテの弘田澄男と阪神の藤倉一雅のトレードが成立したと両球団が発表[118]。
- 12月15日 - 【MLB】MLBコミッショナーのボウイ・キューンは、ロサンゼルス・ドジャースのスティーヴ・ハウ、カンザスシティ・ロイヤルズのウィリー・ウィルソンとウィリー・エイキンズ、今季限りでロイヤルズを解雇されたジェリー・マーティンの4選手が麻薬使用に関わったとして、1年間の出場停止処分を科したと発表[119]。
- 12月16日
  - 【MLB】ニューヨーク・ヤンキースのオーナーのジョージ・スタインブレナーがヤンキースタジアムにて会見し、監督のビリー・マーチンを解任し、コーチのヨギ・ベラが就任したと発表[120]。
  - 阪神が前南海の山内新一の入団を発表。背番号は21。また、佐藤文男を自由契約選手にしたと発表[121]。
- 12月21日 - 南海の山本雅夫と巨人の鈴木伸良プラス金銭のトレードが成立したと発表[122]。
- 12月26日 - プロ野球コミッショナーの下田武三、セ・リーグ会長の鈴木竜二、パ・リーグ会長の福島慎太郎が15時から東京・銀座のセ・リーグ事務所にて日本シリーズにおける指名打者の採用について会談。鈴木・福島は下田に裁定を依頼し、下田は日本シリーズにて1985年から隔年で採用するとの裁定を発表[123]。

## 誕生

### 1月
- 1月5日 - 鈴木義広
- 1月5日 - アーロム・バルディリス
- 1月7日 - エドウィン・エンカーナシオン
- 1月7日 - 宮本裕司
- 1月11日 - 小山田貴雄
- 1月12日 - 青野毅
- 1月13日 - 普久原淳一
- 1月20日 - マット・アルバース
- 1月22日 - 陽耀勲

### 2月
- 2月2日 - ジェイソン・バルガス
- 2月2日 - 横松寿一
- 2月7日 - スコット・フェルドマン
- 2月15日 - ラッセル・マーティン
- 2月17日 - 片岡易之
- 2月20日 - 上村和裕
- 2月20日 - ジャスティン・バーランダー
- 2月20日 - ジオバニー・ソト
- 2月21日 - フランクリン・グティエレス
- 2月22日 - ブライアン・ダンシング
- 2月22日 - ダニエル・ナバ

### 3月
- 3月2日 - グレン・パーキンス
- 3月2日 - 加藤隆行
- 3月3日 - 梅津智弘
- 3月3日 - 渡辺雅弘
- 3月4日 - セルジオ・ロモ
- 3月15日 - 塩川達也
- 3月16日 - スティーブン・ドリュー

### 4月
- 4月7日 - 鬼崎裕司
- 4月8日 - クリス・アイアネッタ
- 4月9日 - 須江航
- 4月13日 - スティーブ・ピアース
- 4月13日 - ハンター・ペンス
- 4月18日 - ミゲル・カブレラ
- 4月18日 - 富永旭
- 4月19日 - ジョー・マウアー
- 4月19日 - ザック・デューク
- 4月19日 - 岡本秀寛
- 4月23日 - 深田拓也
- 4月25日 - ホアン・ミランダ
- 4月26日 - 飯原誉士
- 4月28日 - デビッド・フリース
- 4月30日 - 小斉祐輔

### 5月
- 5月4日 - 下敷領悠太
- 5月11日 - 小林太志
- 5月12日 - 西川純司
- 5月12日 - 島脇信也
- 5月13日 - デビッド・ヘルナンデス
- 5月17日 - 松田宣浩
- 5月20日 - アダム・ロサレス
- 5月21日 - 大竹寛
- 5月26日 - 竹下哲史
- 5月27日 - 寺内崇幸
- 5月29日 - 髙橋聡文
- 5月31日 - 野間口貴彦

### 6月
- 6月3日 - 秦裕二
- 6月11日 - ホセ・レイエス
- 6月12日 - 上原厚治郎
- 6月13日 - 金村大裕
- 6月19日 - 前田章宏
- 6月20日 - 岡﨑太一
- 6月20日 - ケンドリス・モラレス
- 6月20日 - 佐藤吉宏
- 6月23日 - 山本一徳
- 6月23日 - 山田憲
- 6月27日 - ジム・ジョンソン
- 6月28日 - 平野将光
- 6月30日 - 越智大祐

### 7月
- 7月1日 - 桜井広大
- 7月1日 - 十川雄二
- 7月5日 - マルコ・エストラーダ
- 7月7日 - ブランドン・マッカーシー
- 7月8日 - 近藤一樹
- 7月8日 - 根元俊一
- 7月8日 - 柳瀬明宏
- 7月9日 - ミゲル・モンテロ
- 7月12日 - ハウィー・ケンドリック
- 7月17日 - アダム・リンド
- 7月24日 - 相原勝幸
- 7月28日 - 岡本直也
- 7月28日 - 山本歩
- 7月30日 - 深澤季生
- 7月31日 - レネ・リベラ

### 8月
- 8月2日 - ヒューストン・ストリート
- 8月3日 - マーク・レイノルズ
- 8月9日 - ドリュー・ブテラ
- 8月12日 - 青山浩二
- 8月12日 - 神内靖
- 8月13日 - ダラス・ブレイデン
- 8月15日 - 中村剛也
- 8月16日 - 新井良太
- 8月17日 - ダスティン・ペドロイア
- 8月18日 - 都築克幸
- 8月21日 - ジェシー・チャベス
- 8月23日 - 高口隆行
- 8月24日 - 福元淳史
- 8月25日 - 中林佑輔
- 8月26日 - 今江敏晃

### 9月
- 9月1日 - アレックス・ラミレス・ジュニア
- 9月2日 - 佐藤亮太
- 9月3日 - 栗山巧
- 9月5日 - クリス・ヤング
- 9月5日 - 竹内和也
- 9月6日 - ジェリー・ブレビンス
- 9月8日 - ニック・ハンドリー
- 9月8日 - 西村弥
- 9月9日 - エドウィン・ジャクソン
- 9月10日 - ジョーイ・ボット
- 9月11日 - ジャコビー・エルズベリー
- 9月12日 - クレイトン・リチャード
- 9月12日 - 福田聡志
- 9月13日 - 梅原伸亮
- 9月16日 - ブランドン・モス
- 9月16日 - 深沢和帆
- 9月16日 - 高木啓充
- 9月17日 - 松崎伸吾
- 9月19日 - チャーリー・ヘイガー（+ 2020年）
- 9月19日 - ジョン・ジェイソ
- 9月19日 - ジョーイ・デバイン
- 9月19日 - 林昌範
- 9月23日 - ミゲル・ゴンザレス（+ 2017年）[124]
- 9月23日 - アルビス・オヘイダ
- 9月24日 - 野中信吾
- 9月26日 - 植松泰良

### 10月
- 10月5日 - 川島慶三
- 10月7日 - カート・スズキ
- 10月9日 - 寺原隼人
- 10月10日 - 井手正太郎
- 10月13日 - 北野良栄
- 10月21日 - ザック・グレインキー
- 10月25日 - 千葉英貴
- 10月25日 - 梅田浩
- 10月26日 - 清水昭信
- 10月26日 - フランシスコ・リリアーノ
- 10月28日 - エスマイリン・カリダ
- 10月31日 - 岩田稔
- 10月31日 - ルイス・メンドーサ

### 11月
- 11月6日 - 山本芳彦
- 11月7日 - 八木智哉
- 11月8日 - 天谷宗一郎
- 11月8日 - 金子千尋
- 11月9日 - トニー・バーネット
- 11月11日 - 山口鉄也
- 11月11日 - 芦沢明
- 11月12日 - 甲藤啓介
- 11月12日 - チャーリー・モートン
- 11月17日 - ライアン・ブラウン (外野手)
- 11月17日 - ニック・マーケイキス
- 11月23日 - 井野卓
- 11月24日 - ホセ・ロペス
- 11月26日 - マット・ガーザ
- 11月29日 - 内藤雄太
- 11月29日 - クレイグ・ジェントリー

### 12月
- 12月10日 - 武内晋一
- 12月15日 - 矢貫俊之
- 12月18日 - 梶本勇介
- 12月20日 - 大島崇行
- 12月23日 - ハンリー・ラミレス
- 12月23日 - 斉藤俊雄
- 12月24日 - グレゴール・ブランコ
- 12月27日 - コール・ハメルズ
- 12月29日 - 鴨志田貴司

## 死去
- 1月23日 - 倉本信護（*1913年）
- 5月6日 - 橋詰文男（*1937年）
- 7月13日 - 円城寺満（元プロ野球審判）（* 1910年）
- 7月20日 - 富松信彦（* 1917年）
- 8月16日 - アール・アベリル（*1902年）

## その他
- 12月7日 - 任天堂がファミリーコンピュータ用ソフト「ベースボール」を発売した。